# شاپرک برازنده
شاپرک برازنده (نام علمی: Coleophora elegans) نام یک گونه از سرده غلاف‌دارها است.